# Вант-Гофф (лунный кратер)
Кратер Вант-Гофф (лат. Van't Hoff) — большой ударный кратер в северном полушарии обратной стороны Луны. Название присвоено в честь голландского химика, первого лауреата Нобелевской премии по химии, Якоба Хендрика Вант-Гоффа (1852—1911) и утверждено Международным астрономическим союзом в 1970 году. Образование кратера относится к донектарскому периоду.

## Описание кратера
Ближайшими соседями кратера являются кратер Стеббинс на северо-западе; кратер Дайсон на востоке и кратер Биркхоф на юго-западе. Селенографические координаты центра кратера 61°45′ с. ш. 132°41′ з. д. / 61,75° с. ш. 132,68° з. д., диаметр 107,3 км, глубина 2,8 км.
Вал кратера значительно разрушен, форма кратера нарушена последующими импактами. Ширина внутреннего склона в западной части необычно велика, возможно этот участок перекрыт породами выброшенными при образовании соседних кратеров. Восточная часть кратера объединена с несколькими меньшими кратерами, образуя значительный выступ. Юго-восточная часть вала перекрыта парой кратеров. К восточной части кратера примыкает долина, имеющая неофициальное название долина Вант-Гоффа. Высота вала над окружающей местностью 1430 м, объём кратера составляет приблизительно 8200 км³. Дно чаши кратера сравнительно ровное, отмечено множеством кратеров различного размера, в юго-восточной части чаши имеется понижение местности ориентированное к центру кратера.

## Сателлитные кратеры
| Вант-Гофф | Координаты                                              | Диаметр, км |
| --------- | ------------------------------------------------------- | ----------- |
| F         | 61°11′ с. ш. 126°47′ з. д. / 61,18° с. ш. 126,78° з. д. | 45,2        |
| M         | 56°25′ с. ш. 132°31′ з. д. / 56,41° с. ш. 132,51° з. д. | 40,0        |
| N         | 57°37′ с. ш. 132°53′ з. д. / 57,62° с. ш. 132,88° з. д. | 47,0        |

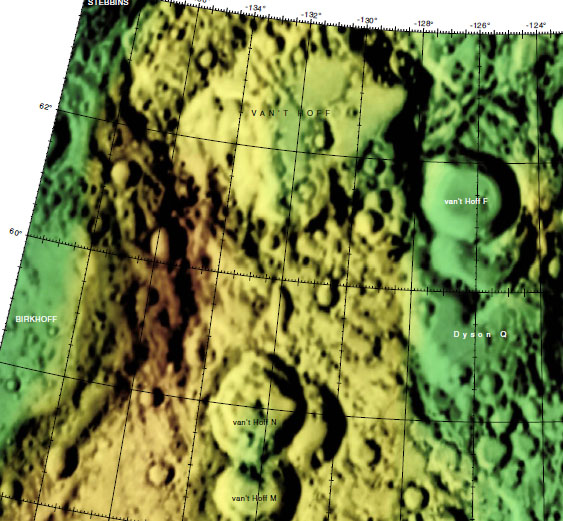
Фрагмент карты LAC-20

- Образование сателлитного кратера Вант-Гофф F относится к позднеимбрийскому периоду[4].
- Образование сателлитного кратера Вант-Гофф M относится к нектарскому периоду[4].
- Образование сателлитного кратера Вант-Гофф N относится к раннеимбрийскому периоду[4].